# Nimrod Greenwood
Nimrod „Nim“ Greenwood (* 28. Oktober 1929 im Bundesstaat New South Wales; † 9. September 2016 in Terrey Hills, New South Wales) war ein australischer Ruderer. 1952 war er Olympiadritter mit dem australischen Achter.

## Sportliche Karriere
Nimrod Greenwood ruderte für den Leichhardt Rowing Club in Sydney und gehörte in den Jahren 1950 bis 1955 der Ruderauswahl von New South Wales an.
1952 trat der australische Achter in der Besetzung Bob Tinning, Ernest Chapman, Nimrod Greenwood, Mervyn Finlay, Edward Pain, Phil Cayzer, Geoff Williamson, David Anderson und Steuermann Tom Chessell bei den Olympischen Spielen in Helsinki an. Im ersten Vorlauf belegten die Australier den zweiten Platz hinter den Jugoslawen. Im zweiten Halbfinale erreichten sie das Ziel als Dritte hinter den Booten aus den Vereinigten Staaten und aus der Sowjetunion, konnten sich aber als Sieger des ersten Hoffnungslaufs gegen die Jugoslawen durchsetzen. Im Finale siegte das Boot aus den Vereinigten Staaten wie im Halbfinale vor dem Boot aus der Sowjetunion und den Australiern.